# Bryocamptus zschokkei
Bryocamptus zschokkei är en kräftdjursart som först beskrevs av Schmeil 1893.  Bryocamptus zschokkei ingår i släktet Bryocamptus och familjen Canthocamptidae.

## Underarter
Arten delas in i följande underarter:
- B. z. alleganiensis
- B. z. zschokkei